# دونوفان باوتشر
دونوفان باوتشر (بالإنجليزية: Donovan Boucher)‏ (8 أغسطس 1961 بتورونتو في كندا - ) هو ملاكم جامايكي، صنّف ضمن فئة وزن الويلتر والوزن المتوسط الخفيف ‏ والوزن المتوسط السوبر ‏ والوزن المتوسط.

## إحصائيات
خاض خلال مسيرته 40 نزالا.

## روابط خارجية
- دونوفان باوتشر على موقع بوكس ريك (الإنجليزية) (registration required)